# Convocazioni per il campionato europeo maschile under 21 di calcio 2000

## Gruppo A

### Croazia
Allenatore:  Ivo Šušak
| N. | Pos. | Giocatore          | Data nascita (età)          | Pres. | Reti | Squadra              |
| -- | ---- | ------------------ | --------------------------- | ----- | ---- | -------------------- |
| 1  | P    | Stipe Pletikosa    | 8 gennaio 1979 (21 anni)    |       |      | Hajduk Spalato       |
| 2  | C    | Darko Miladin      | 1º aprile 1979 (21 anni)    |       |      | Hajduk Spalato       |
| 3  | C    | Anthony Šerić      | 15 novembre 1979 (20 anni)  |       |      | Verona               |
| 4  | D    | Igor Bišćan        | 4 maggio 1978 (22 anni)     |       |      | Dinamo Zagabria      |
| 5  | D    | Igor Tudor         | 16 aprile 1978 (22 anni)    |       |      | Juventus             |
| 6  | D    | Dario Smoje        | 19 settembre 1978 (21 anni) |       |      | Monza                |
| 7  | A    | Boško Balaban      | 15 ottobre 1978 (21 anni)   |       |      | Rijeka               |
| 8  | C    | Jurica Vranješ     | 31 gennaio 1980 (20 anni)   |       |      | Bayer Leverkusen     |
| 9  | A    | Tomo Šokota        | 8 aprile 1977 (23 anni)     |       |      | Dinamo Zagabria      |
| 10 | C    | Ivan Leko          | 7 febbraio 1978 (22 anni)   |       |      | Hajduk Spalato       |
| 11 | A    | Josip Šimić        | 16 settembre 1977 (22 anni) |       |      | Dinamo Zagabria      |
| 12 | P    | Silvije Čavlina    | 22 aprile 1977 (23 anni)    |       |      | Hrvatski Dragovoljac |
| 13 | D    | Andre Mijatović    | 3 dicembre 1979 (20 anni)   |       |      | Rijeka               |
| 14 | C    | Renato Pilipović   | 14 gennaio 1977 (23 anni)   |       |      | Dinamo Zagabria      |
| 15 | C    | Dalibor Višković   | 6 gennaio 1977 (23 anni)    |       |      | Rijeka               |
| 16 | C    | Goran Brajković    | 17 luglio 1978 (21 anni)    |       |      | Rijeka               |
| 17 | A    | Mihael Mikić       | 6 gennaio 1980 (20 anni)    |       |      | Dinamo Zagabria      |
| 18 | C    | Silvester Sabolčki | 12 novembre 1979 (20 anni)  |       |      | Varteks Varaždin     |
| 19 | A    | Ivica Banović      | 2 agosto 1980 (19 anni)     |       |      | NK Zagabria          |
| 20 | P    | Nikola Marić       | 29 agosto 1979 (20 anni)    |       |      | Široki Brijeg        |

### Rep. Ceca
Allenatore:  Karel Brückner
| N. | Pos. | Giocatore         | Data nascita (età)          | Pres. | Reti | Squadra            |
| -- | ---- | ----------------- | --------------------------- | ----- | ---- | ------------------ |
| 1  | P    | Aleš Chvalovský   | 29 maggio 1979 (20 anni)    |       |      | Stoccarda          |
| 2  | D    | Lukáš Došek       | 12 settembre 1978 (21 anni) |       |      | Slavia Praga       |
| 3  | D    | Adam Petrouš      | 19 settembre 1977 (22 anni) |       |      | Slavia Praga       |
| 4  | D    | Zdeněk Grygera    | 14 maggio 1980 (20 anni)    |       |      | Drnovice           |
| 5  | D    | Roman Lengyel     | 3 novembre 1978 (21 anni)   |       |      | Dyn. Č. Budějovice |
| 6  | C    | Roman Týce        | 7 maggio 1977 (23 anni)     |       |      | Monaco 1860        |
| 7  | C    | Libor Sionko      | 1º febbraio 1977 (23 anni)  |       |      | Sparta Praga       |
| 8  | C    | Tomáš Ujfaluši    | 24 marzo 1978 (22 anni)     |       |      | Sigma Olomouc      |
| 9  | C    | Marek Jankulovski | 9 maggio 1977 (23 anni)     |       |      | Baník Ostrava      |
| 10 | A    | Tomáš Došek       | 12 settembre 1978 (21 anni) |       |      | Slavia Praga       |
| 11 | A    | Milan Baroš       | 28 ottobre 1981 (18 anni)   |       |      | Baník Ostrava      |
| 12 | C    | Jan Polák         | 14 marzo 1981 (19 anni)     |       |      | Zbrojovka Brno     |
| 13 | D    | Jiří Jarošík      | 27 ottobre 1977 (22 anni)   |       |      | Sparta Praga       |
| 14 | D    | Erich Brabec      | 24 febbraio 1977 (23 anni)  |       |      | Drnovice           |
| 15 | C    | David Jarolím     | 17 maggio 1979 (21 anni)    |       |      | Bayern Monaco      |
| 16 | P    | Jaroslav Drobný   | 18 ottobre 1979 (20 anni)   |       |      | Dyn. Č. Budějovice |
| 17 | A    | Libor Došek       | 24 aprile 1978 (22 anni)    |       |      | Chmel Blšany       |
| 18 | C    | Jan Šimák         | 13 ottobre 1978 (21 anni)   |       |      | Chmel Blšany       |
| 19 | A    | Marek Heinz       | 4 agosto 1977 (22 anni)     |       |      | Sigma Olomouc      |
| 20 | P    | Tomáš Bureš       | 27 settembre 1978 (21 anni) |       |      | Sigma Olomouc      |

### Paesi Bassi
Allenatore:  Han Berger
| N. | Pos. | Giocatore                  | Data nascita (età)         | Pres. | Reti | Squadra      |
| -- | ---- | -------------------------- | -------------------------- | ----- | ---- | ------------ |
| 1  | P    | Mark Zegers                | 8 febbraio 1977 (23 anni)  |       |      | Excelsior    |
| 2  | C    | Mark van Bommel            | 22 aprile 1977 (23 anni)   |       |      | PSV          |
| 3  | D    | Pascal Bosschaart          | 28 febbraio 1980 (20 anni) |       |      | Utrecht      |
| 4  | D    | Wilfred Bouma              | 15 giugno 1978 (21 anni)   |       |      | PSV          |
| 5  | C    | Ellery Cairo               | 3 agosto 1978 (21 anni)    |       |      | Feyenoord    |
| 6  | D    | Tim Cornelisse             | 3 aprile 1978 (22 anni)    |       |      | RKC Waalwijk |
| 7  | D    | Joost Broerse              | 8 maggio 1978 (22 anni)    |       |      | Groningen    |
| 8  | C    | John de Jong               | 8 marzo 1977 (23 anni)     |       |      | Utrecht      |
| 9  | C    | Richard Knopper            | 29 agosto 1977 (22 anni)   |       |      | Ajax         |
| 10 | C    | Dirk Kuijt                 | 22 luglio 1980 (19 anni)   |       |      | Utrecht      |
| 11 | C    | Tommie van der Leegte      | 27 marzo 1977 (23 anni)    |       |      | RKC Waalwijk |
| 12 | A    | Anthony Lurling            | 22 aprile 1977 (23 anni)   |       |      | Heerenveen   |
| 13 | C    | Kiki Musampa               | 20 luglio 1977 (22 anni)   |       |      | Malaga       |
| 14 | D    | John Nieuwenburg           | 24 dicembre 1978 (21 anni) |       |      | Ajax         |
| 15 | D    | Niels Oude Kamphuis        | 14 novembre 1977 (22 anni) |       |      | Schalke 04   |
| 16 | P    | Cees Paauwe                | 3 novembre 1977 (22 anni)  |       |      | Twente       |
| 17 | D    | Humphrey Rudge             | 15 agosto 1977 (22 anni)   |       |      | Roda JC      |
| 18 | C    | Victor Sikora              | 11 aprile 1978 (22 anni)   |       |      | Vitesse      |
| 19 | A    | Jan Vennegoor of Hesselink | 7 novembre 1978 (21 anni)  |       |      | Twente       |
| 20 | D    | Peter Wisgerhof            | 19 novembre 1979 (20 anni) |       |      | Vitesse      |

### Spagna
Allenatore:  Iñaki Sáez
| N. | Pos. | Giocatore           | Data nascita (età)          | Pres. | Reti | Squadra          |
| -- | ---- | ------------------- | --------------------------- | ----- | ---- | ---------------- |
| 1  | P    | Daniel Aranzubía    | 18 settembre 1979 (20 anni) | 4     | 0    | Athletic Bilbao  |
| 2  | D    | Jesús María Lacruz  | 25 aprile 1978 (22 anni)    | 6     | 0    | Athletic Bilbao  |
| 3  | D    | Joan Capdevila      | 3 febbraio 1978 (22 anni)   | 10    | 0    | Atlético Madrid  |
| 4  | D    | Amaya               | 3 settembre 1978 (21 anni)  | 0     | 0    | Rayo Vallecano   |
| 5  | D    | Carlos Marchena     | 31 luglio 1979 (20 anni)    | 3     | 0    | Siviglia         |
| 6  | C    | Ismael              | 7 luglio 1977 (22 anni)     | 10    | 0    | Racing Santander |
| 7  | C    | Miguel Ángel Angulo | 23 giugno 1977 (22 anni)    | 12    | 2    | Valencia         |
| 8  | C    | Gabri               | 10 febbraio 1979 (21 anni)  | 5     | 0    | Barcellona       |
| 9  | A    | José Mari           | 12 ottobre 1978 (21 anni)   | 9     | 5    | Milan            |
| 10 | C    | Xavi                | 25 gennaio 1980 (20 anni)   | 11    | 4    | Barcellona       |
| 11 | C    | Francisco Farinós   | 29 marzo 1978 (22 anni)     | 11    | 3    | Valencia         |
| 12 | D    | Carles Puyol        | 13 aprile 1978 (22 anni)    | 1     | 0    | Barcellona       |
| 13 | P    | César Láinez        | 10 aprile 1977 (23 anni)    | 0     | 0    | Real Saragozza   |
| 14 | D    | Javier Dorado       | 17 febbraio 1977 (23 anni)  | 2     | 0    | Real Madrid      |
| 15 | C    | David Albelda       | 1º settembre 1977 (22 anni) | 8     | 1    | Valencia         |
| 16 | A    | Raúl Tamudo         | 19 ottobre 1977 (22 anni)   | 8     | 5    | Espanyol         |
| 17 | C    | Toni Velamazán      | 22 gennaio 1977 (23 anni)   | 14    | 0    | Espanyol         |
| 18 | C    | Jordi Ferrón        | 15 settembre 1978 (21 anni) | 1     | 1    | Rayo Vallecano   |
| 19 | A    | Albert Luque        | 11 marzo 1978 (22 anni)     | 9     | 2    | Malaga           |
| 20 | C    | Iván Ania           | 24 ottobre 1977 (22 anni)   | 5     | 1    | Real Oviedo      |
| 21 | P    | Felip               | 27 aprile 1977 (23 anni)    | 6     | 0    | Extremadura      |

## Gruppo B

### Inghilterra
Allenatore:  Howard Wilkinson
| N. | Pos. | Giocatore       | Data nascita (età)          | Pres. | Reti | Squadra         |
| -- | ---- | --------------- | --------------------------- | ----- | ---- | --------------- |
| 1  | P    | Nicky Weaver    | 2 marzo 1979 (21 anni)      | 10    | 0    | Manchester City |
| 2  | D    | Danny Mills     | 18 maggio 1977 (23 anni)    | 14    | 3    | Leeds Utd       |
| 3  | D    | Seth Johnson    | 12 marzo 1979 (21 anni)     |       |      | Derby County    |
| 4  | D    | Luke Young      | 19 luglio 1979 (20 anni)    | 17    | 1    | Tottenham       |
| 5  | D    | Jamie Carragher | 28 gennaio 1978 (22 anni)   | 27    | 1    | Liverpool       |
| 6  | D    | Anthony Gardner | 19 settembre 1980 (19 anni) | 0     | 0    | Tottenham       |
| 7  | C    | Frank Lampard   | 20 giugno 1978 (21 anni)    | 16    | 8    | West Ham Utd    |
| 8  | A    | Matt Jansen     | 20 ottobre 1977 (22 anni)   | 6     | 0    | Blackburn       |
| 9  | A    | Carl Cort       | 1º dicembre 1977 (22 anni)  | 12    | 8    | Wimbledon FC    |
| 10 | C    | Danny Murphy    | 18 marzo 1977 (23 anni)     | 5     | 0    | Liverpool       |
| 11 | C    | Lee Hendrie     | 18 maggio 1977 (23 anni)    | 12    | 5    | Aston Villa     |
| 12 | C    | Michael Carrick | 28 luglio 1981 (18 anni)    | 0     | 0    | Birmingham City |
| 13 | P    | Paul Robinson   | 15 ottobre 1979 (20 anni)   |       |      | Leeds Utd       |
| 14 | D    | Jon Harley      | 26 settembre 1979 (20 anni) |       |      | Chelsea         |
| 15 | C    | David Thompson  | 12 settembre 1977 (22 anni) | 7     | 1    | Liverpool       |
| 16 | A    | Francis Jeffers | 25 gennaio 1981 (19 anni)   | 16    | 13   | Everton         |
| 17 | C    | Luke Chadwick   | 18 novembre 1980 (19 anni)  | 13    | 0    | Manchester Utd  |
| 18 | A    | Andy Campbell   | 18 aprile 1979 (21 anni)    |       |      | Middlesbrough   |
| 19 | D    | Ledley King     | 12 ottobre 1980 (19 anni)   | 9     | 0    | Tottenham       |
| 20 | C    | David Dunn      | 27 dicembre 1979 (20 anni)  |       |      | Blackburn       |

### Italia
Allenatore:  Marco Tardelli
| N. | Pos. | Giocatore           | Data nascita (età)          | Pres. | Reti | Squadra     |
| -- | ---- | ------------------- | --------------------------- | ----- | ---- | ----------- |
| 1  | P    | Morgan De Sanctis   | 26 marzo 1977 (23 anni)     | 7     | 0    | Udinese     |
| 2  | D    | Alessandro Grandoni | 27 luglio 1977 (22 anni)    | 19    | 0    | Torino      |
| 3  | D    | Luca Mezzano        | 1º agosto 1977 (22 anni)    | 19    | 1    | Brescia     |
| 4  | D    | Marco Zanchi        | 15 aprile 1977 (23 anni)    | 1     | 0    | Udinese     |
| 5  | D    | Matteo Ferrari      | 5 dicembre 1979 (20 anni)   | 27    | 3    | Bari        |
| 6  | C    | Gennaro Gattuso     | 9 gennaio 1978 (22 anni)    | 21    | 1    | Milan       |
| 7  | A    | Gianni Comandini    | 18 maggio 1977 (23 anni)    | 19    | 6    | Vicenza     |
| 8  | C    | Roberto Baronio     | 11 dicembre 1977 (22 anni)  | 27    | 5    | Reggina     |
| 9  | A    | Nicola Ventola      | 24 maggio 1978 (22 anni)    | 21    | 8    | Bologna     |
| 10 | C    | Andrea Pirlo        | 19 maggio 1979 (21 anni)    | 46    | 16   | Reggina     |
| 11 | C    | Simone Perrotta     | 17 settembre 1977 (22 anni) | 6     | 1    | Bari        |
| 12 | P    | Christian Abbiati   | 8 luglio 1977 (22 anni)     | 16    | 0    | Milan       |
| 13 | D    | Francesco Coco      | 8 gennaio 1977 (23 anni)    | 20    | 1    | Torino      |
| 14 | D    | Claudio Rivalta     | 30 giugno 1978 (21 anni)    | 16    | 0    | Perugia     |
| 15 | D    | Bruno Cirillo       | 21 marzo 1977 (23 anni)     | 11    | 0    | Reggina     |
| 16 | C    | Ighli Vannucchi     | 5 agosto 1977 (22 anni)     | 16    | 2    | Salernitana |
| 17 | C    | Cristiano Zanetti   | 14 aprile 1977 (23 anni)    | 19    | 0    | Roma        |
| 18 | C    | Fabio Firmani       | 26 maggio 1978 (22 anni)    | 10    | 1    | Vicenza     |
| 19 | C    | Marco Rossi         | 1º aprile 1978 (22 anni)    | 6     | 0    | Salernitana |
| 20 | A    | Gionatha Spinesi    | 9 marzo 1978 (22 anni)      | 8     | 5    | Bari        |

### Slovacchia
Allenatore:  Dušan Radolský
| N. | Pos. | Giocatore         | Data nascita (età)         | Pres. | Reti | Squadra           |
| -- | ---- | ----------------- | -------------------------- | ----- | ---- | ----------------- |
| 1  | P    | Kamil Čontofalský | 3 giugno 1978 (21 anni)    |       |      | Bohemians Praga   |
| 2  | D    | Vratislav Greško  | 24 luglio 1977 (22 anni)   |       |      | Bayer Leverkusen  |
| 3  | D    | Eduard Hrnčár     | 8 luglio 1978 (21 anni)    |       |      | Nitra             |
| 4  | C    | Peter Hlinka      | 5 dicembre 1978 (21 anni)  |       |      | Tatran Prešov     |
| 5  | D    | Peter Lérant      | 30 gennaio 1977 (23 anni)  |       |      | Bayer Leverkusen  |
| 6  | D    | Miloš Krško       | 23 ottobre 1979 (20 anni)  |       |      | OD Trenčín        |
| 7  | C    | Karol Kisel       | 15 marzo 1977 (23 anni)    |       |      | OD Trenčín        |
| 8  | A    | Szilárd Németh    | 8 agosto 1977 (22 anni)    |       |      | Inter Bratislava  |
| 9  | C    | Juraj Czinege     | 29 ottobre 1977 (22 anni)  |       |      | Inter Bratislava  |
| 10 | A    | Peter Babnič      | 30 aprile 1977 (23 anni)   |       |      | Inter Bratislava  |
| 11 | C    | Miroslav Barčík   | 26 maggio 1978 (22 anni)   |       |      | Žilina            |
| 12 | P    | Peter Bartalský   | 27 gennaio 1978 (22 anni)  |       |      | Inter Bratislava  |
| 13 | C    | Pavol Sedlák      | 21 novembre 1979 (20 anni) |       |      | Slovan Bratislava |
| 14 | D    | Andrej Šupka      | 22 gennaio 1979 (21 anni)  |       |      | Dubnica           |
| 15 | A    | Ľubomír Meszároš  | 23 marzo 1979 (21 anni)    |       |      | Slovan Bratislava |
| 16 | A    | Marek Mintál      | 2 settembre 1977 (22 anni) |       |      | Žilina            |
| 17 | A    | Martin Vyskoč     | 10 giugno 1977 (22 anni)   |       |      | Ružomberok        |
| 18 | D    | Marián Čišovský   | 2 novembre 1979 (20 anni)  |       |      | Inter Bratislava  |
| 19 | D    | Martin Petráš     | 2 novembre 1979 (20 anni)  |       |      | Banik Prievidza   |
| 20 | P    | Gejza Pulen       | 19 maggio 1979 (21 anni)   |       |      | Tatran Prešov     |

### Turchia
Allenatore:  Raşit Çetiner
| N. | Pos. | Giocatore        | Data nascita (età)          | Pres. | Reti | Squadra        |
| -- | ---- | ---------------- | --------------------------- | ----- | ---- | -------------- |
| 1  | P    | Metin Aktaş      | 1º agosto 1977 (22 anni)    |       |      | Trabzonspor    |
| 2  | D    | Ali Güneş        | 23 novembre 1978 (21 anni)  |       |      | Friburgo       |
| 3  | D    | İsmail Güldüren  | 10 gennaio 1979 (21 anni)   |       |      | Gençlerbirliği |
| 4  | D    | Güngör Öztürk    | 22 dicembre 1977 (22 anni)  |       |      | Samsunspor     |
| 5  | D    | Erkan Özbey      | 10 febbraio 1978 (22 anni)  |       |      | Bursaspor      |
| 6  | C    | Yasin Sülün      | 17 dicembre 1977 (22 anni)  |       |      | Beşiktaş       |
| 7  | A    | Nihat Kahveci    | 23 novembre 1979 (20 anni)  |       |      | Beşiktaş       |
| 8  | C    | Serkan Dökme     | 18 luglio 1977 (22 anni)    |       |      | Altay          |
| 9  | A    | Ahmet Dursun     | 25 gennaio 1978 (22 anni)   |       |      | Beşiktaş       |
| 10 | C    | Yildiray Bastürk | 24 dicembre 1978 (21 anni)  |       |      | Bochum         |
| 11 | C    | Erhan Albayrak   | 5 aprile 1977 (23 anni)     |       |      | Gaziantepspor  |
| 12 | P    | Süleyman Küçük   | 13 febbraio 1978 (22 anni)  |       |      | Denizlispor    |
| 13 | C    | Bülent Akın      | 28 agosto 1978 (21 anni)    |       |      | Denizlispor    |
| 14 | C    | Halit Köprülü    | 20 gennaio 1978 (22 anni)   |       |      | Gaziantepspor  |
| 15 | A    | Soner Uysal      | 24 agosto 1977 (22 anni)    |       |      | Amburgo        |
| 16 | C    | Engin Öztonga    | 10 agosto 1978 (21 anni)    |       |      | Kocaelispor    |
| 17 | C    | Mehmet Nas       | 20 novembre 1979 (20 anni)  |       |      | Samsunspor     |
| 18 | D    | Orhan Ak         | 29 settembre 1979 (20 anni) |       |      | Kocaelispor    |
| 19 | A    | Okan Yılmaz      | 16 maggio 1978 (22 anni)    |       |      | Bursaspor      |
| 20 | A    | Serhat Akın      | 5 giugno 1981 (18 anni)     |       |      | Karlsruhe      |